# SN 2000dz
SN 2000dz – supernowa typu Ia odkryta 21 października 2000 roku w galaktyce A233041+0018. W momencie odkrycia miała maksymalną jasność 23,10m.